# Luis Alberto Marco
Luis Alberto Marco Contreras (ur. 20 sierpnia 1986 w Dos Hermanas) – hiszpański lekkoatleta, specjalizujący się w biegu na 800 m. Najważniejszym jego osiągnięciem jest srebrny medal halowych mistrzostw Europy.

## Największe osiągnięcia
| Rok  | Rodzaj zawodów            | Miasto   | Konkurencja | Miejsce | Wynik       |
| ---- | ------------------------- | -------- | ----------- | ------- | ----------- |
| 2008 | Halowy Puchar Europy      | Moskwa   | 800 m       | 1       | 1.49,58 min |
| 2009 | Halowe mistrzostwa Europy | Turyn    | 800 m       | 2       | 1.49,14 min |
| 2010 | Halowe mistrzostwa świata | Doha     | 800 m       | 6       | 1.48,99 min |
| 2011 | Mistrzostwa świata        | Taegu    | 800m        | 6       | 1.47,45 min |
| 2012 | Halowe mistrzostwa świata | Stambuł  | 800 m       | 3       | 1.48,12 min |
| 2012 | Igrzyska olimpijskie      | Londyn   | 800 m       | 6       | 1.46,19 min |
| 2013 | Halowe mistrzostwa Europy | Göteborg | 800 m       | 6       | 1.51,69 min |

## Rekordy życiowe
- Bieg na 800 metrów – 1:45,14 (2012)
- Bieg na 800 metrów (hala) – 1:46,96 (2013)